# 주브루나이 대한민국 대사관
주브루나이 대한민국 대사관(Embassy of the Republic of Korea, Bandar Seri Begawan)은 대한민국 정부가 브루나이의 수도인 반다르스리브가완에 설치하고 있는 대사관이다. 현임 대사로는 윤현봉이다. 

## 역사
대한민국 정부는 1984년 1월 1일에 영국으로부터 독립한 브루나이와 수교했다. 대한민국 정부는 브루나이가 독립하기 이전인 1983년 9월 15일에 주반다르스리브가완 대한민국 총영사관을 설립했는데 1984년 1월 1일을 기해 브루나이가 독립하면서 주브루나이 대한민국 대사관으로 승격되었다. 브루나이 정부는 1987년 2월 20일에 대한민국 서울에 주한 브루나이 대사관을 설립했다.

## 관할 구역
브루나이 전 지역을 관할하고 있으며 인접 지역인 말레이시아의 사라왁주와 사바주 등은 주말레이시아 대한민국 대사관 본관 영사부에서 직속으로 관장되어 있기 때문에 관할 구역도 서로 다르며, 브루나이의 월경지인 틈부롱구는 선박을 통해 브루나이 본토 서부 지역과 연결되어 있기 때문이다. 면적상 브루나이가 트리니다드 토바고와 비슷하기 때문이다.

## 기본 정보
- 설립일 : 1984년 1월 1일
- 설립 목적 : 브루나이와의 정치ㆍ경제협력 증진 및 외무영사 업무
- 주요 활동 : 여권, 공증, 비자, 가족관계등록부, 병역 등의 영사서비스를 비롯하여 재외국민 보호 및 교민 사회 지원, 현지에 진출시킨 한국 기업에 대한 통상 정보 제공 등이 있음

## 업무 시간
- 평일 : 오전 8시 30분 ~ 오후 4시
- 점심 등 휴지 시간 : 오전 11시 30분 ~ 오후 2시
- 휴무일 : 토요일, 일요일, 대한민국의 공휴일 중 한글날과 브루나이의 공휴일

## 주소
※ 주소는 브루나이를 기준으로 하며 현지 언어 주소로 적용된다.
- Lot No 24160, Simpang 336, Diplomatic Enclave, Diplomatic Enclave, Bandar Seri Begawan BS8111

## 공관 약사
- 1983년 9월 15일 : 주반다르스리브가완 총영사관 개설
- 1983년 12월 12일 : 초대 최배식 총영사 부임
- 1984년 1월 1일 : 정식 외교 관계 수립 및 주브루나이 대한민국 대사관 승격·출범
- 1986년 4월 25일 : 제2대 강승구 대사 부임
- 1989년 4월 20일 : 제3대 허세린 대사 부임
- 1991년 3월 15일 : 제4대 백성일 대사 부임
- 1994년 3월 7일 : 제5대 최광식 대사 부임
- 1996년 8월 31일 : 제6대 사부성 대사 부임
- 1999년 9월 16일 : 제7대 김호태 대사 부임
- 2003년 3월 15일 : 제8대 김웅남 대사 부임
- 2005년 9월 13일 : 제9대 황원근 대사 부임
- 2008년 9월 24일 : 제10대 김대식 대사 부임
- 2011년 9월 11일 : 제11대 최병구 대사 부임
- 2014년 11월 7일 : 제12대 조원명 대사 부임
- 2018년 5월 10일 : 제13대 윤현봉 대사 부임
- 2021년 6월 13일 : 제14대 김성은 대사 부임
- 2024년 8월 21일 : 제15대 선남국 대사 부임 (현직)

## 같이 보기

### 일반 주제
- 대한민국-브루나이 관계
- 주한 브루나이 대사관

### 주변국에 설치된 한국 공관
- 주싱가포르 대한민국 대사관
- 주인도네시아 대한민국 대사관
- 주말레이시아 대한민국 대사관
- 주필리핀 대한민국 대사관
  - 주세부 대한민국 분관
- 주베트남 대한민국 대사관
  - 주호찌민 대한민국 총영사관
  - 주다낭 대한민국 총영사관
- 주호주 대한민국 대사관
  - 주멜번 대한민국 분관
  - 주시드니 대한민국 총영사관
- 주태국 대한민국 대사관